# Скалп
Скалп (енгл. scalp - кожа лобање) је кожа са косом одрана са главе побеђеног непријатеља.
Скалпирање је био уобичајено код Скита, галских племена, сибирских племена (Остјака, Самоједа, Вогула), племена Нага у Индији и код америчких Индијанца. Примењиван код Ирокеза, Маскота и Шошона, обичај скалпирања проширио се у XVII и XVIII веку и међу осталим индијанским племенима, јер су Енглези, Французи, Холанђани и Шпанци награђивали "савезнике Индијанце" за сваки скалп припадника племена који се непријатељски односио према белцима.
Као ратни трофеји скалпови се жртвују боговима или препарирају, па служе као украс на копљима, коњима, шаторима, а праменовима косе са скалпа ратници су често китили и своје одело.